# 6090 Aulis
A 6090 Aulis (ideiglenes jelöléssel (6090) 1989 DJ) egy kisbolygó a Naprendszerben. Henri Debehogne fedezte fel 1989. február 27-én.